# Fleriskothoeve
De Fleriskothoeve of Fleriskot is een voormalige Belgische boerderij in Leffinge, een deelgemeente van Middelkerke in de provincie West-Vlaanderen. De naam van de hoeve is verbonden met de sage van Fleris, de duivelse boerenknecht die de hoeve vervloekt.
De hoeve met de karakteristieke bergschuur geldt sinds het begin van de 20e eeuw als een symbool van West-Vlaamse eigenheid en speelde een rol bij inspanningen om het culturele erfgoed van de Polderstreek te bewaren. Op 14 september 2009 is de hoeve met de aanhorigheden aangewezen als bouwkundig erfgoed vanwege de historisch waardevolle "Friese bergschuur". Het complex bestaat uit drie gebouwen: de hoeve zelf, een klein aanhorig wagenhuis en een vierkante bergschuur uit 1953, een moderne replica van een ouder gebouw dat in de Eerste Wereldoorlog verloren ging. Het complex heeft geen agrarische functie meer. Fiets- en wandelroutes passeren er bij fietsknooppunt 16, 17 en 75.
Het gebied rond de hoeve is sinds de 8e eeuw bewoond. De hoeve was lange tijd in het bezit van de Tempeliers van de commanderij van Slijpe, daarna van de Johannieters.

## Ligging
Het hof ligt in De Polders, aan de rotonde van de Kalkaertweg in de Fleriskotstraat. Het erf heeft een oppervlakte van 17.416 m2. Er is een vijver en er zijn resten van de vroegere gracht of omwalling zichtbaar. De hoeve is gebouwd op een terp of motte uit opgeworpen grond van de omwalling. De boerderij gold vanouds als "Leffinge ter stocke en Wilskerke ter klokke": ze viel onder de gemeente Leffinge, maar de bewoners hoorden bij de parochie Wilskerke.

## Geschiedenis
De eerste bewoning in het kweldergebied dateert van rond het jaar 700. Het gebied is omstreeks de elfde eeuw bedijkt. Ten minste 1128 was de hoeve in het bezit van de religieuze kruisridderorde der Tempeliers; hij was later ondergeschikt aan de Johannieter commanderij te Slijpe. In de 14e eeuw wordt gesproken over het hof van Diclants Chapelle. Bij de hoeve bevond zich een oratorium, een gebedsruimte waar de mis werd bediend. Later werd de hoeve ook wel Ten Diken genoemd. Beide benamingen verwijzen naar de Hoge Dijkweg, de dijk waarop de hoeve gebouwd werd. Tot het einde van de 16de eeuw stond hier een windkorenmolen.
In de 17e eeuw was de Fleriskothoeve een der grotere pachthoeven in de streek. In Leffinge waren rond 1650 minstens acht grote schuren te vinden die als bergh, berghscheure of hoybergh  werden aangeduid. Het Fleriskot was vermoedelijk een daarvan. De pachters van deze hoeven waren meer dan eens afkomstig uit Noord-Holland. De Fleriskothoeve werd omstreeks 1657 geëxploiteerd door een zekere Pieter Michielsseun; het gebruik van een patroniem wijst op Hollandse afkomst.
In 1796 nam de Franse Republiek de kloostergoederen in beslag. De hoeve werd het daaropvolgende jaar openbaar verkocht. Op de boerderij bevond in de 19e eeuw een rosmolen om graan te malen.
De aanhorige bergschuur is het vierkant gebouw uit baksteen en beton, ten oosten van de hoeve. De  (vermoedelijk) 17e-eeuwse schuur was met stro gedekt en had drie stijlgebinten en een gestapeld kapgebint. Hij werd vernield in 1917 en heropgebouwd in 1922/23 naar een ontwerp van de architecten Raymond Burgraeve en Adrien Hoeven. De nieuwbouw was aanvankelijk bedoeld als een getrouwe kopie van de oude bergschuur. Wel kreeg het gebouw een moderne gebintconstructie. Claerhout beschouwde het als de mooiste bergschuur van Vlaanderen en wist het op de monumentenlijst te krijgen.
Na een brand in 1953 werden het gebinte vervangen door een betonconstructie en kreeg de schuur een pannendak. Vanwege de verzekeringskosten werd het strodak niet hersteld. De beschermde status kwam te vervallen.
In 1943 stortte er in de weide bij de hofstee een Spitfire neer; in 2003 vonden leden van de vereniging voor luchtvaarthistorie BAHAAT de wrakstukken op twee meter diepte terug.
In 2007 startte schepen Geert Verdonck een beschermingsprocedure op Vlaams niveau. De hoeve werd aanvankelijk op bouwkundige, landschappelijke en archeologische gronden niet als beschermingswaarding beschouwd. Omdat er vrees bestond dat de gebouwen zouden worden afgebroken, werd er 22 april 2007 een protestactie gehouden op de naburige driesprong. De hoeve uit het jaar 1751 was toen nog grotendeels intact, maar werd in 2009 gesloopt en daarna opnieuw opgebouwd. Alleen de onderkelderde hoogkamer van omstreeks 1657 werd behouden.

## Tempeliershoeve
De boerderij stond in 1619 bekend als een tempeliershoeve. De orde van de Tempeliers had in de 12e eeuw meerdere uithoven waar de tienden werden ingezameld. Op de plek van de Fleriskothoeve vestigden ze een Commanderij, van waaruit de kloosterbroeders de exploitatie van nieuw bedijkte polders ter hand namen. De landerijen waren geschonken door de graaf van Vlaanderen, Diederik van den Elzas, die een aanhanger was van de kruisvaarders gedachte.  Toen de orde in 1312 werd opgeheven, gingen de bezittingen over op de Johannieters. Waarschijnlijk was deze hoeve een voorloper van de commanderij Groot Tempelhof in Slijpe. Over de Tempeliers doen verschillende sagen de ronde. Zo zouden er vanuit de hoeve onderaardse gangen naar Slijpe en Nieuwpoort lopen. Andere sagen brengen de bewoners van de hoeve in verband met de vrijmetselarij.

## De naam 'Fleriskot'
De huidige naam van de hoeve is verbonden met de sage van Fleris, een kwaadaardige boerenknecht die op de hoeve gewoond zou hebben. De naam Flairiskot dateert uit de 17e eeuw. Later wordt ook wel gesproken over Flaireskot, Fleuriskot, Floriskot, Fleere's kot, sinds 1824 over Fleriskot. De herkomst van deze naam is onbekend. Het is zeker geen Friese vorm, zoals vroeger wel beweerd werd. Eerder is het een variant van de voornaam Fleurus, Floris of Florent. Mogelijk heette een vroegere pachter van het kloosterbedrijf zo. Het dialectwoord fleuris (pleuris) werd gebruikt om een ziekte bij mensen en dieren aan te duiden. De uitgang -kot ('huisje, hut') is ontleend aan het Frans en komt sinds de 12e eeuw voor als nederzettingsnaam; in dit geval lijkt het te gaan om een spotnaam, vergelijkbaar met de Oud-Nederlandse uitdrukking duyvels kot.
De sage van het Fleriskot is vermoedelijk voor het eerst gepubliceerd door Constant Serrure in 1840. Het is een oudere zwerfsage die in de buurlanden voorkomt. In het prototype van deze sage gaat het om duivel in de gestalte van een vreemdeling, die de boer aanbiedt in één nacht een reusachtige schuur te bouwen in ruil voor diens ziel. In meer recente varianten, zoals bij het Fleriskot, is het juist de duivel die met zijn schelmenstreken voorkomt dat het laatste venster gesloten wordt. De sage is ook bekend in Brabant en andere buurgewesten.

## 'Friese' bergschuur
De bergschuur van het Fleriskot is een nagenoeg vierkant bakstenen gebouw dat door zijn piramidevorm doet denken aan een Noord-Hollandse stolpboerderij. Op grond daarvan spreekt men (ten onrechte) over een "Friese schuur". Deze term is rond 1900 in Vlaanderen geïntroduceerd door de geleerde dorpspastoor en archeoloog Juliaan Claerhout. Die probeerde te bewijzen dat eerste bewoners van de Vlaamse kustvlakte van Friese migranten zouden afstammen.
Claerhouts etnische theorieën werden fel bestreden door de geografe Margueritte Lefèvre en de volkskundige Clemens Trefois; ze gelden al lang als achterhaald. Van middeleeuwse Friese immigratie naar de Vlaamse kuststreek is nooit sprake geweest. De Friese schuur dateert pas uit de 16e eeuw en heeft zich vermoedelijk uit de middeleeuwse kloosterschuur ontwikkeld, net als de Vlaamse bergschuur, de Kempische schuur en de grote langsschuren in Brabant en Henegouwen. Wel was er in het begin van de 17e eeuw sprake van Noord-Hollandse immigratie naar het Brugse Vrije en de Westhoek. Deze katholieke landverhuizers hebben kennelijk een voorkeur voor piramidale stolpvormen van huis meegenomen. Het gebinte van de meeste bergschuren verschilt echter niet wezenlijk van dat in andere Vlaamse polderschuren. Naast de Fleriskothoeve worden ook de hoeve Maenhoudt te Oudenburg en de in 2005 gesloopte Friese Bergschuur te Houtave geregeld als Fries aangeduid.
De bergschuur heeft een vierzijdig schilddak dat is gedekt met Vlaamse pannen.  De buitenmuren worden gestut door steunberen. De schuurpoort geeft toegang tot een doorrit in de zijbeuk. In de andere zijbeuk bevond zich oorspronkelijk een koeienstal. De schuur is bereikbaar via  een ijzeren hek en een klinkerpad.
Naast de schuur bevindt zich de in 2010 vernieuwde hoeve. Het woonhuis en het wagenhuis zijn modern, maar bouwvolume, vorm en stijl sluiten aan bij de oorspronkelijke bouw. Het erf is grotendeels onverhard en wordt begraasd. Het is deels afgebakend met bomen en toegankelijk via een hek met vierkante bakstenen hekpijlers.

## Galerij

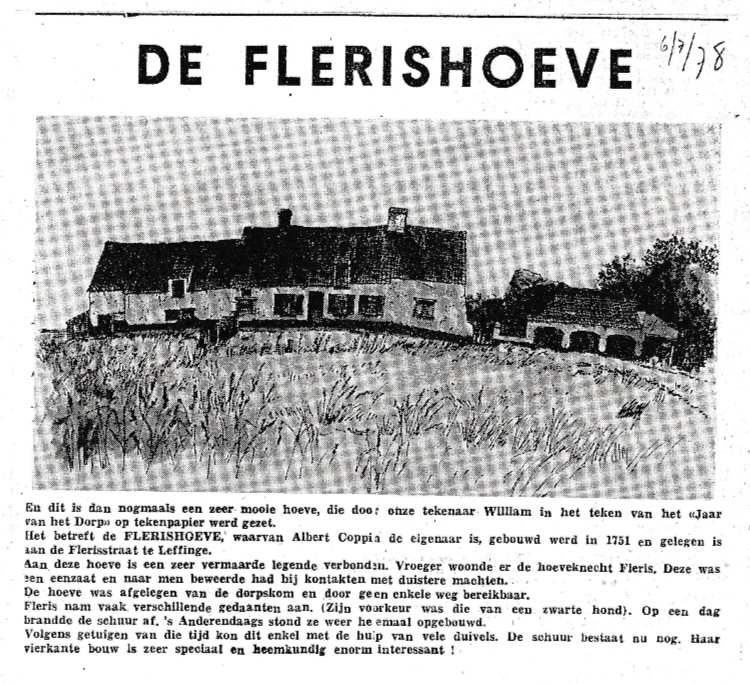
Zeewacht 1978
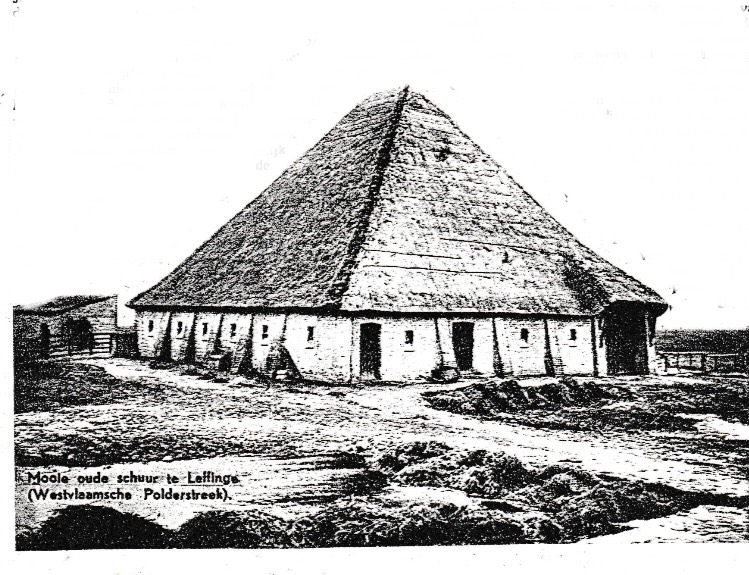
Friese schuur
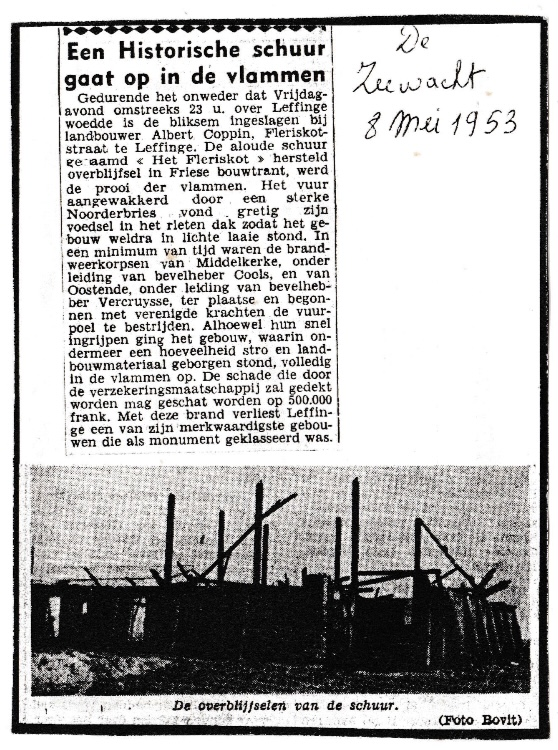
Zeewacht 1953
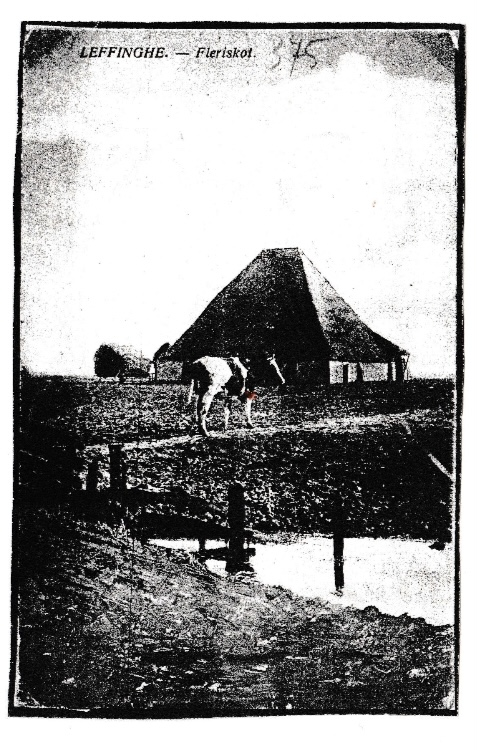
Brand 1953
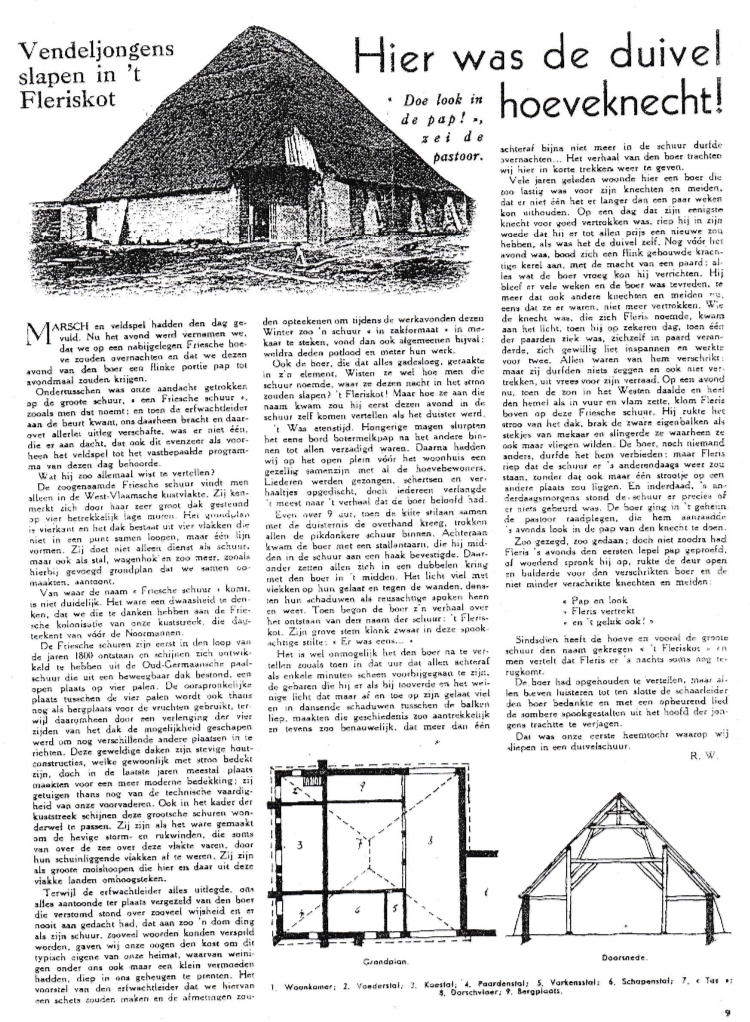
Friese schuur en legende
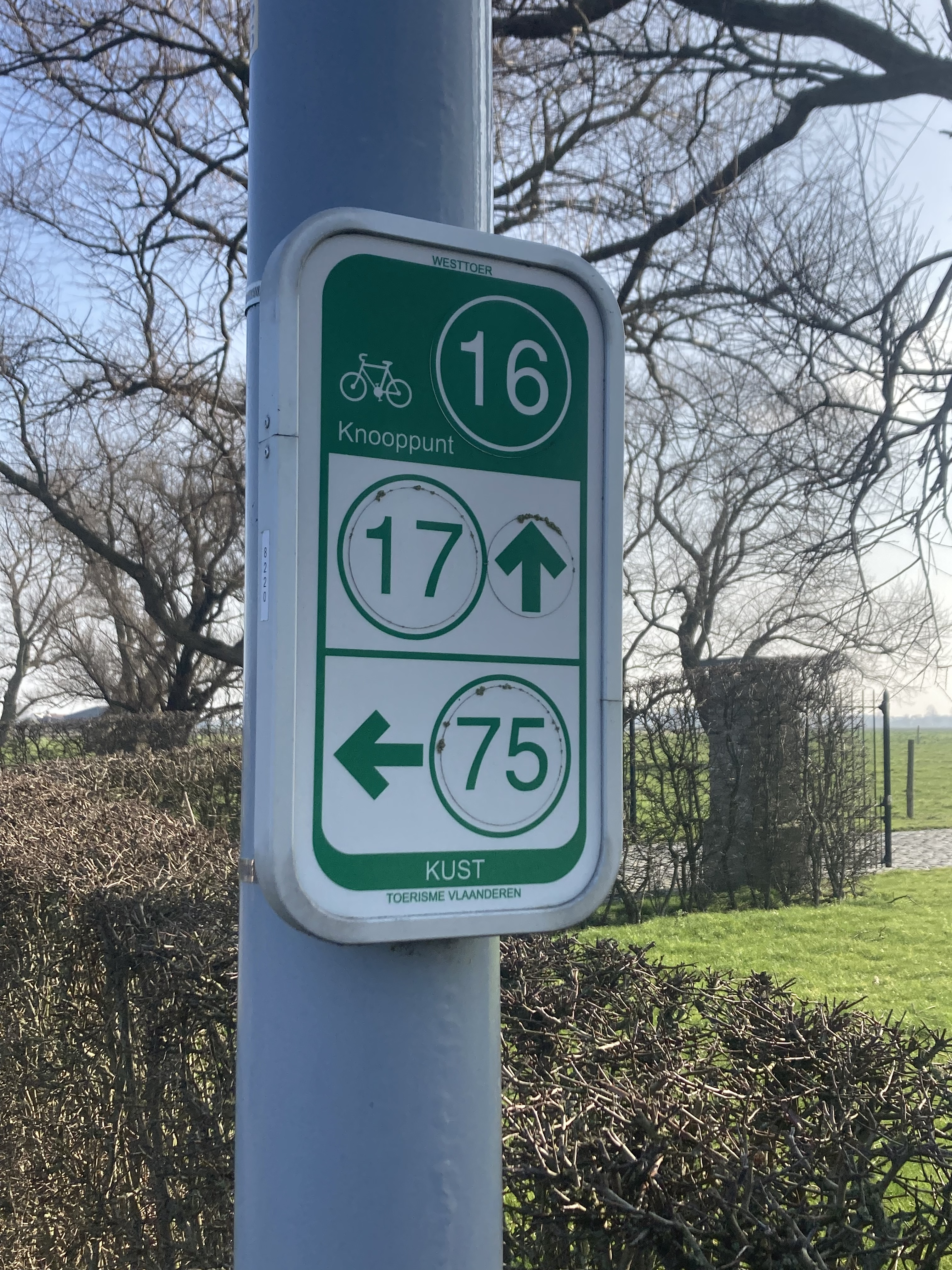
Fietsknooppunten Fleriskothoeve
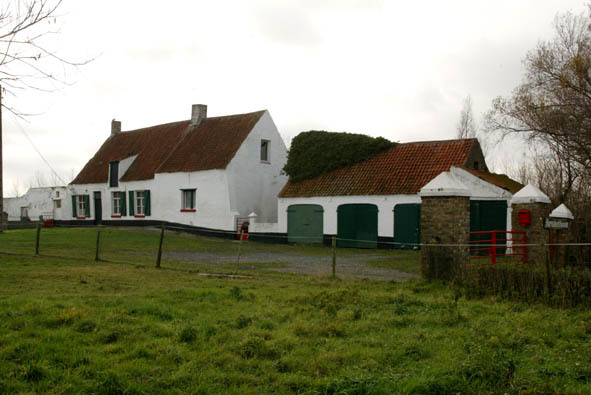
Fleriskothoeve 2003
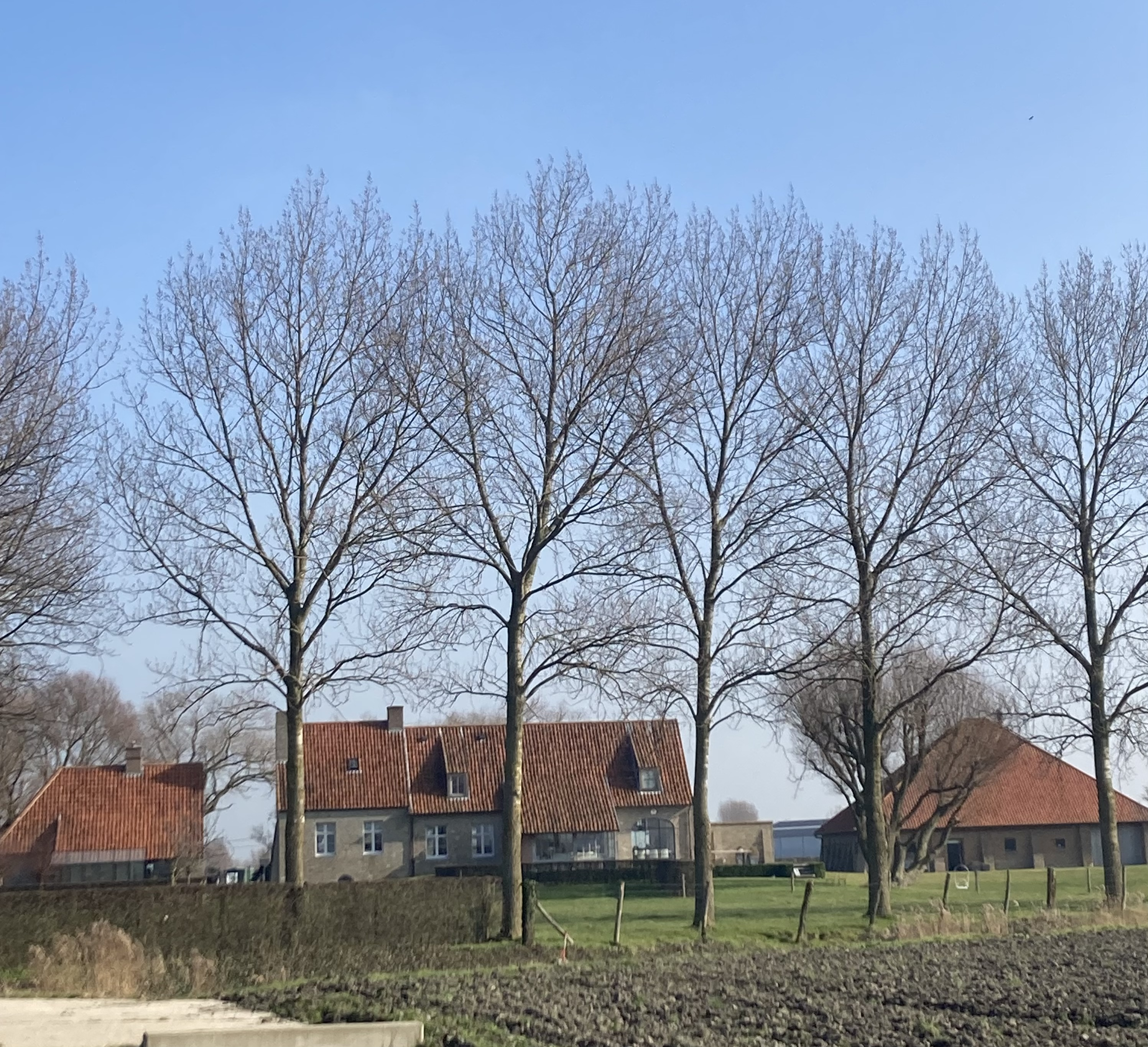
Fleriskothoeve 2023
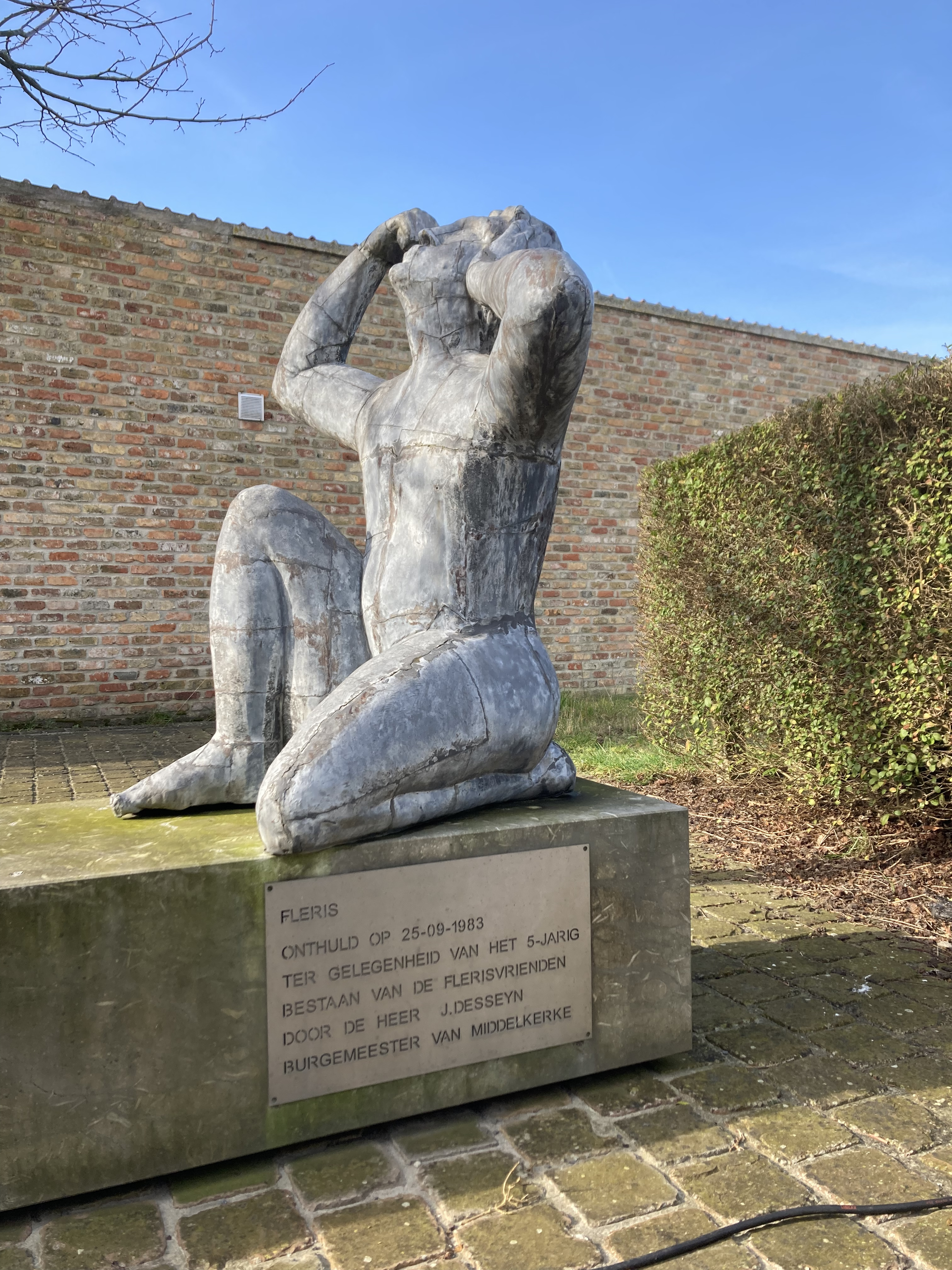
Zijzicht standbeeld Fleris
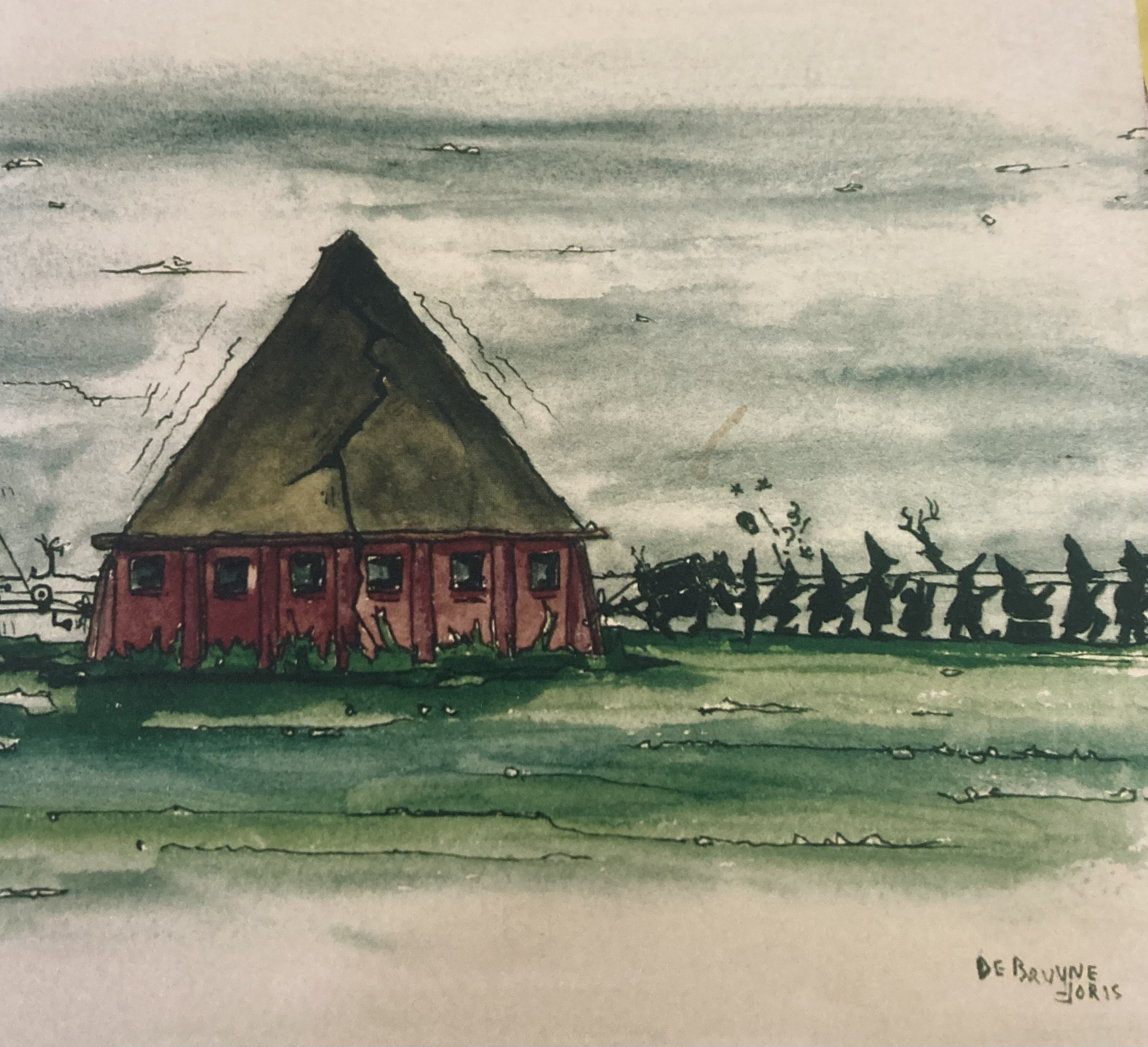
Fleriskothoeve volgens Debruyne Joris
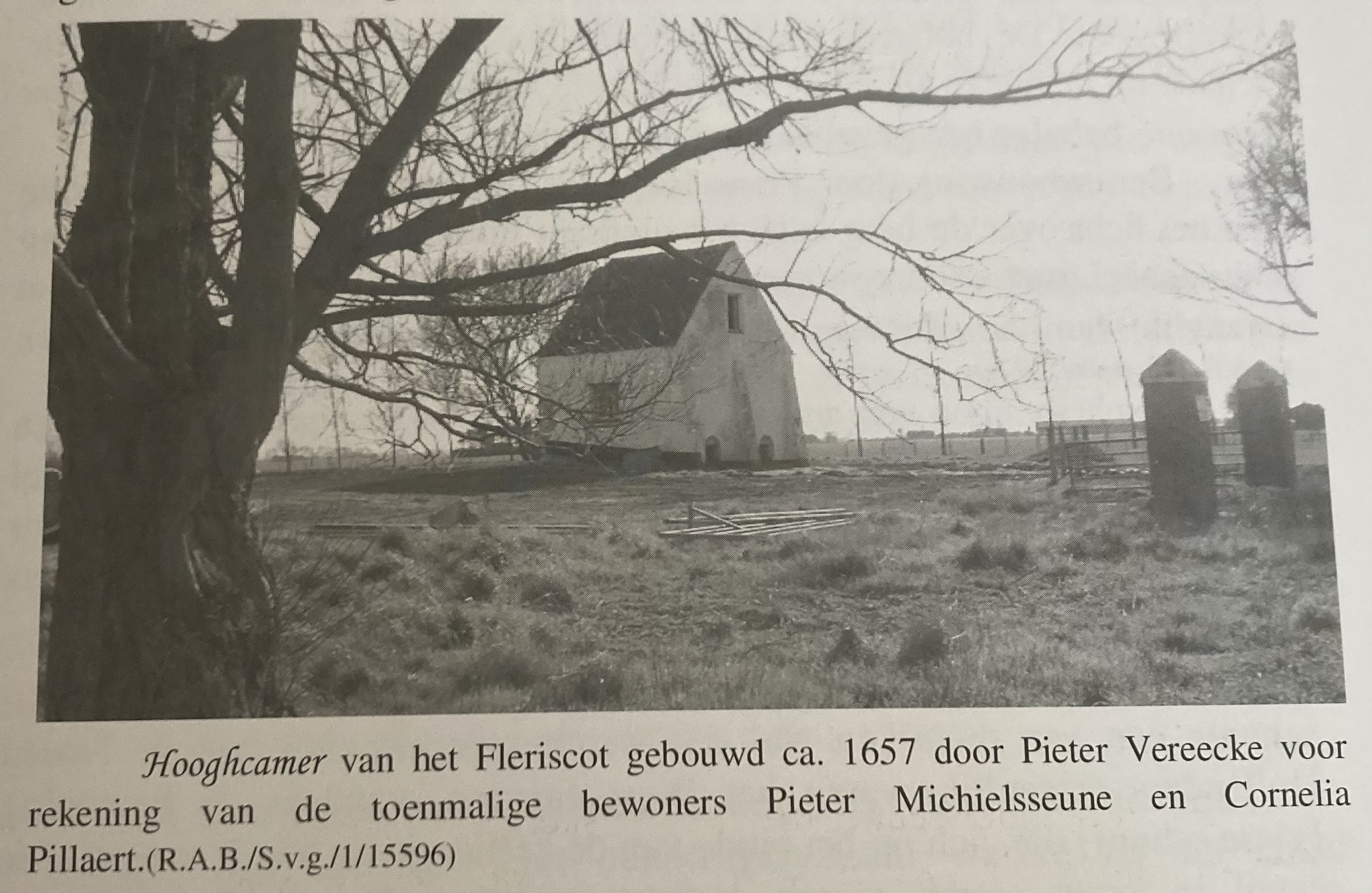
Hoogkamer Fleriskothoeve 1657
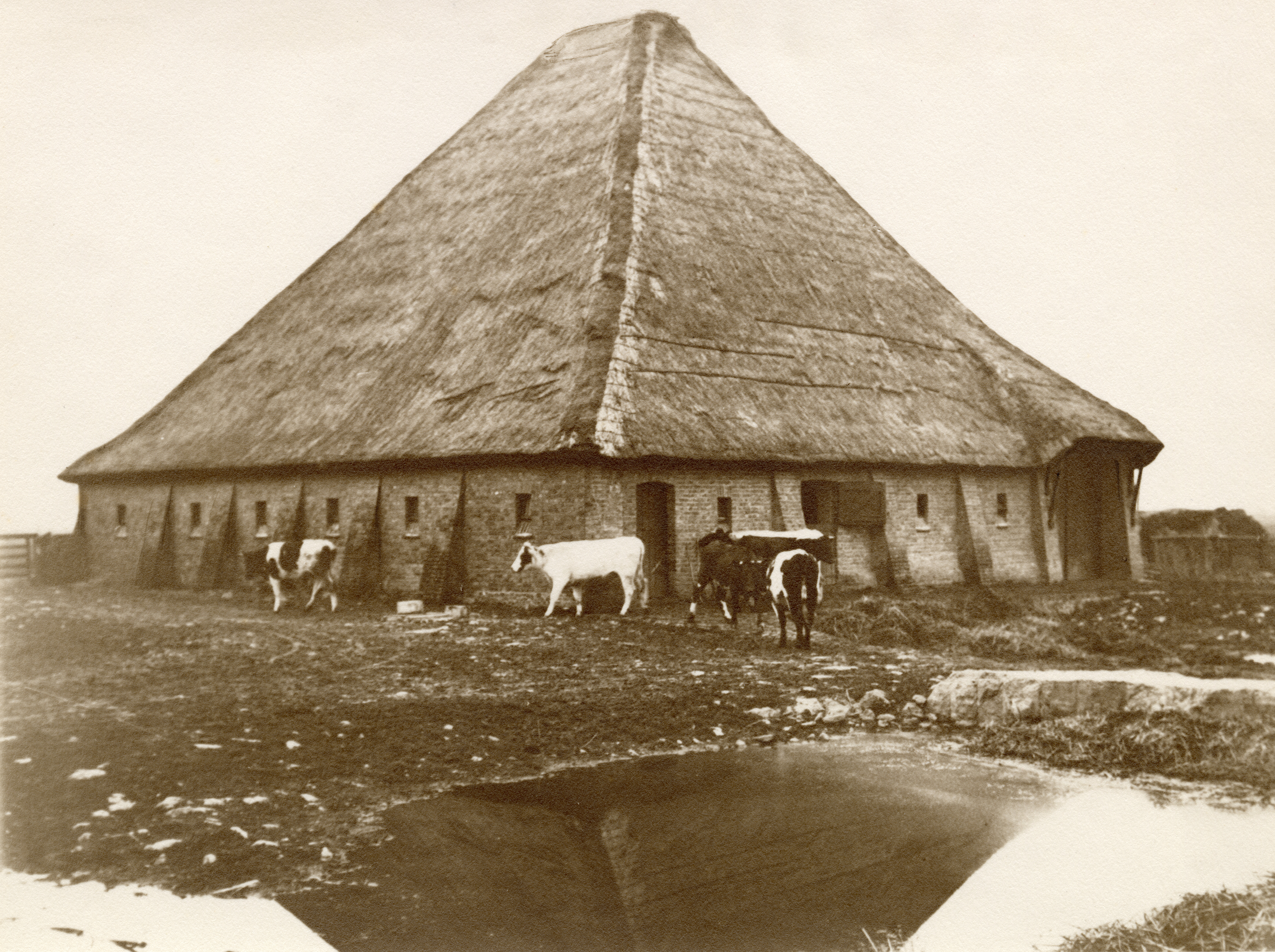
Schuur Fleriskot voor WO II